# Neocyrtus intermedius
Neocyrtus intermedius är en stekelart som först beskrevs av Trjapitzin 1967.  Neocyrtus intermedius ingår i släktet Neocyrtus och familjen sköldlussteklar. Inga underarter finns listade i Catalogue of Life.